# Caso de violación de Vanderbilt
El caso de violación de Vanderbilt es un caso criminal de agresión sexual que ocurrió el 23 de junio de 2013 en Nashville, Tennessee, en el que cuatro jugadores de fútbol americano de la Universidad Vanderbilt llevaron a una estudiante inconsciente de 21 años a una habitación de residencia, donde la violaron en grupo, la sodomizaron, la fotografiaron y grabaron en video, y uno de ellos orinó en su cara.
Tres de los violadores fueron condenados y recibieron sentencias de prisión que van desde 15 años (el mínimo permitido por la ley de Tennessee para sus crímenes) hasta 17 años. El cuarto jugador aceptó un acuerdo de culpabilidad que incluía 10 años de libertad condicional y no recibió tiempo en prisión.

## Violación
El 23 de junio de 2013, cuatro jugadores del equipo de fútbol Vanderbilt Commodores Football, Brandon Vandenburg, Cory Lamont Batey, Brandon E. Banks y Jaborian "Tip" McKenzie, llevaron a una estudiante inconsciente de 21 años a una habitación en la residencia Gillette House de la universidad. La violaron en grupo, la sodomizaron, la golpearon, le insertaron los dedos y se sentaron sobre su cara mientras yacía en el suelo durante un ataque de 32 minutos. Tomaron más de 40 fotos gráficas y grabaron videos de la violación con los celulares de Vandenburg, Batey y Banks. La víctima (de raza blanca) declaró en corte que después de que Batey (de raza negra) la violó, orinó en su cara mientras decía que merecía lo que le hacía por el color de su piel, diciendo lo que fuentes reportaron como: "Esto es por 400 años de esclavitud, perra".

## Caso
Los cuatro acusados documentaron la violación grupal con videos y fotos e intentaron borrarlos. Cuando se recuperaron las imágenes de sus dispositivos, se presentaron en corte, junto con grabaciones de cámaras de seguridad que captaron el acto.
Los jugadores fueron expulsados del equipo de fútbol el 29 de junio de 2013 y prohibidos del campus durante la investigación de seis semanas que siguió. El 9 de agosto de 2013 fueron arrestados y acusados de violación agravada y agresión sexual. Los cuatro fueron acusados de cinco cargos de violación agravada y dos de agresión sexual agravada.
Los resultados de cada caso fueron los siguientes:
- En julio de 2016, tras ser declarado culpable por un jurado, Batey (22 años) recibió una sentencia de 15 años de prisión (el mínimo permitido por ley, aunque la víctima y fiscales pidieron el máximo de 25 años). Al salir, deberá registrarse como ofensor sexual de por vida.[2][16][9][17] Cumple su condena en la Institución de Máxima Seguridad Riverbend.[18]
- En noviembre de 2016, Vandenburg fue sentenciado a 17 años de prisión y registro como ofensor sexual de por vida.[19] Cumple su condena en Morgan County Correctional Complex.[18]
- En agosto de 2017, Banks recibió 15 años de prisión y registro como ofensor sexual vitalicio.[20] Cumple su condena en Turney Center Industrial Complex.[18]
- En marzo de 2018, McKenzie (23 años) testificó contra sus compañeros y se declaró culpable de facilitación de violación agravada, aceptando un acuerdo que incluía 10 años de libertad condicional y registro como ofensor sexual, siendo el único de los cuatro que no recibió prisión.[6][21][22] No se le vio tocar a la víctima después de ayudar a llevarla a la habitación.[23][6]

Un quinto jugador, Chris Boyd, se declaró culpable en septiembre de 2013 de encubrimiento por instar a sus compañeros a destruir evidencia, siendo expulsado del equipo pero no de la universidad. Testificó contra Vandenberg y Batey como parte de un acuerdo y recibió un año de libertad condicional no supervisada.
Mack Prioleau, compañero de habitación de Vandenburg, estuvo presente durante la violación. "Tenía miedo, me sentía incómodo y no sabía qué hacer", declaró Prioleau en 2015. Instó a borrar la evidencia e incluso ayudó a limpiar el vómito de la víctima. Fue acusado de encubrimiento y recibió un año de probatoria no supervisada.
En 2019, los recursos de apelación de Batey, Vandenburg y Banks ante el Tribunal de Apelaciones Criminales de Tennessee fueron rechazados. En 2020, la Corte Suprema de Tennessee se negó a reconsiderar la apelación de Vandenburg.